# Wadym Żukow
Wadym Mykołajowycz Żukow, ukr. Вадим Миколайович Жуков, ros. Вадим Николаевич Жуков, Wadim Nikołajewicz Żukow (ur. 22 lipca 1974 w Nowej Kachowce) – ukraiński piłkarz grający na pozycji bramkarza.

## Kariera piłkarska

### Kariera klubowa
Wychowanek Szkoły Sportowej w Nowej Kachowce. W 1990 rozpoczął karierę piłkarską w klubie Enerhija Nowa Kachowka. Latem 1993 przeszedł do Drużby Berdiańsk. Latem 1996 został zaproszony do Metałurha Donieck. Po dwóch latach wrócił do Enerhiji Nowa Kachowka. Oprócz rodzimego klubu występował również w klubach Ołkom Melitopol, Dnipro Czerkasy, Chimik Krasnoperekopsk, SK Kachowka i Syhma Chersoń. Latem 2013 zakończył karierę zawodową, ale po 6 latach przerwy wrócił do gry w Drugiej lidze broniąc barw rodzimej Enerhiji.

### Kariera reprezentacyjna
W 2001 w składzie studenckiej reprezentacji występował na Letniej Uniwersjadzie.

## Kariera trenerska
Po zakończeniu kariery piłkarza rozpoczął pracę szkoleniową. W 2015 trenował amatorski zespół Awanhard Kachowka. W lipcu 2016 został zaproszony do sztabu szkoleniowego Enerhii Nowa Kachowka. Pomagał szkolić bramkarzy, ale wkrótce i sam stanął w bramce zespołu.

## Sukcesy i odznaczenia

### Sukcesy reprezentacyjne
Ukraina studencka
- wicemistrz Letniej Uniwersjady: 2001

### Sukcesy klubowe
Metałurh Donieck
- mistrz Ukraińskiej Pierwszej Ligi (1): 1996/97

### Odznaczenia
- tytuł Mistrza Sportu Klasy Międzynarodowej: 2001